# Prêmio Norbert Wiener de Responsabilidade Social e Profissional
O Prêmio Norbert Wiener de Responsabilidade Social e Profissional (em inglês:  Norbert Wiener Award for Social and Professional Responsibility) foi estabelecido em 1987 em memória de Norbert Wiener, em reconhecimento a contribuições de profissionais da computação ao uso responsavelmente social de computadores. Foi atribuído anualmente pela Computer Professionals for Social Responsibility (CPSR), organização dissolvida em maio de 2013.

## Recipientes
- 1987: David Parnas
- 1988: Joseph Weizenbaum
- 1989: Daniel McCracken
- 1990: Kristen Nygaard
- 1991: Severo Ornstein e Laura Gould
- 1992: Barbara Simons
- 1993: Institute for Global Communications
- 1994: Antonia Stone
- 1995: Tom Grundner
- 1996: Phil Zimmermann
- 1997: Peter Neumann
- 1998: Internet Engineering Task Force
- 1999: The Free Software & Open Source Movements
- 2000: Marc Rotenberg
- 2001: Nira Schwartz e Theodore Postol
- 2002: Karl Auerbach
- 2003: Mitch Kapor
- 2004: Barry Steinhardt
- 2005: Douglas Engelbart
- 2008: Bruce Schneier
- 2013:  Gary Chapman

Existe também o Prêmio Norbert Wiener de Matemática Aplicada, concedido pela American Mathematical Society e Society for Industrial and Applied Mathematics.